# Козиловка
Кози́ловка (укр. Козилівка) — село в Корюковском районе Черниговской области Украины. Население 1058 человек. Занимает площадь 5,176 км².
Код КОАТУУ: 7422484501. Почтовый индекс: 15332. Телефонный код: +380 4657.

## Власть
Орган местного самоуправления — Козиловский сельский совет. Почтовый адрес: 15332, Черниговская обл., Корюковский р-н, с. Козиловка, ул. Независимости, 28.